# Frans Pauwels
Frans Pauwels (Beveren, Bélgica, 8 de septiembre de 1918 - Memphis, Tennessee, Estados Unidos, 24 de enero de 2001) fue un ciclista holandés, que corrió entre 1937 y 1950. En su palmarés destaca una victoria de etapa a la Volta a Cataluña de 1940.

## Palmarés
- 1937
  - 1.º en Hulst
- 1940
  - 1.º en el Gran Premio del 1 de Mayo - Premio de honor Vic de Bruyne
  - Vencedor de una etapa en la Volta a Cataluña
- 1946
  - 1.º en Melsele
  - 1.º en Steendorp

### Resultados a la Vuelta a España
- 1946. 20.º de la clasificación general
- 1947. 11.º de la clasificación general